# Mukavar
Mukavar (ar. مكوار) ili Magarsam je otok površine od oko 20 km² južno od zaljeva Dungonaba u Crvenom moru na sjeveru Sudana.
God. 2016., Pomorski nacionalni park Sanganeb i Pomorski nacionali park zaljeva Dungonaba i otoka Mukavara su upisani na UNESCO-ov popis mjesta svjetske baštine u Africi kao „skupina raznolikih koraljnih nakupina, šuma mangrova, polja morske trave, plaža i prevlaka koja su stanište velikom broju morskih ptica, morskih sisavaca, riba, kornjača i raža”.
Stjenoviti otok od pješčenjaka je dug 12 i širok do 3,3 km, s najvećim brdom od 94 m visine. Nalazi se u smjeru sjever-jug 6,9 kilometara jugo-istočno od obale ribarskog sela Muhamed Kol u pokrajini Al Bahr al Ahmar (ar. za „Crveno more”), 100 km južno od granice s Egiptom i 120 km sjeverno od Port Sudana. 
U velikoj mjeri je bez vegetacije s golim stijenama i pijeskovitim pustinjama. Samo na južnom kraju postoje skromne mangrove. Na sjevernom dijelu otoka nalaze se koraljni grebeni, a na jugu i u sjevernom dijelu kanala s kopnom su izolirani mangrovi i depoziti morske trave. Na sjeveru i istoku otočića su prevlake.

## Zaštita
Pomorski nacionalni park zalljeva Dungoaba i otoka Mukavara je osnovan 2005. god. kako bi se zaštitila bioraznolikost tropskog morskog života Crvenog mora; između ostalog habitati životinja kao što su crvenomorski galeb (Ichthyaetus leucophthalmus),narančastokljuna čigra (Thalasseus bengalensis) i morske kornjače (Chelonioidea).